# Josef Reichert (Musiklehrer)

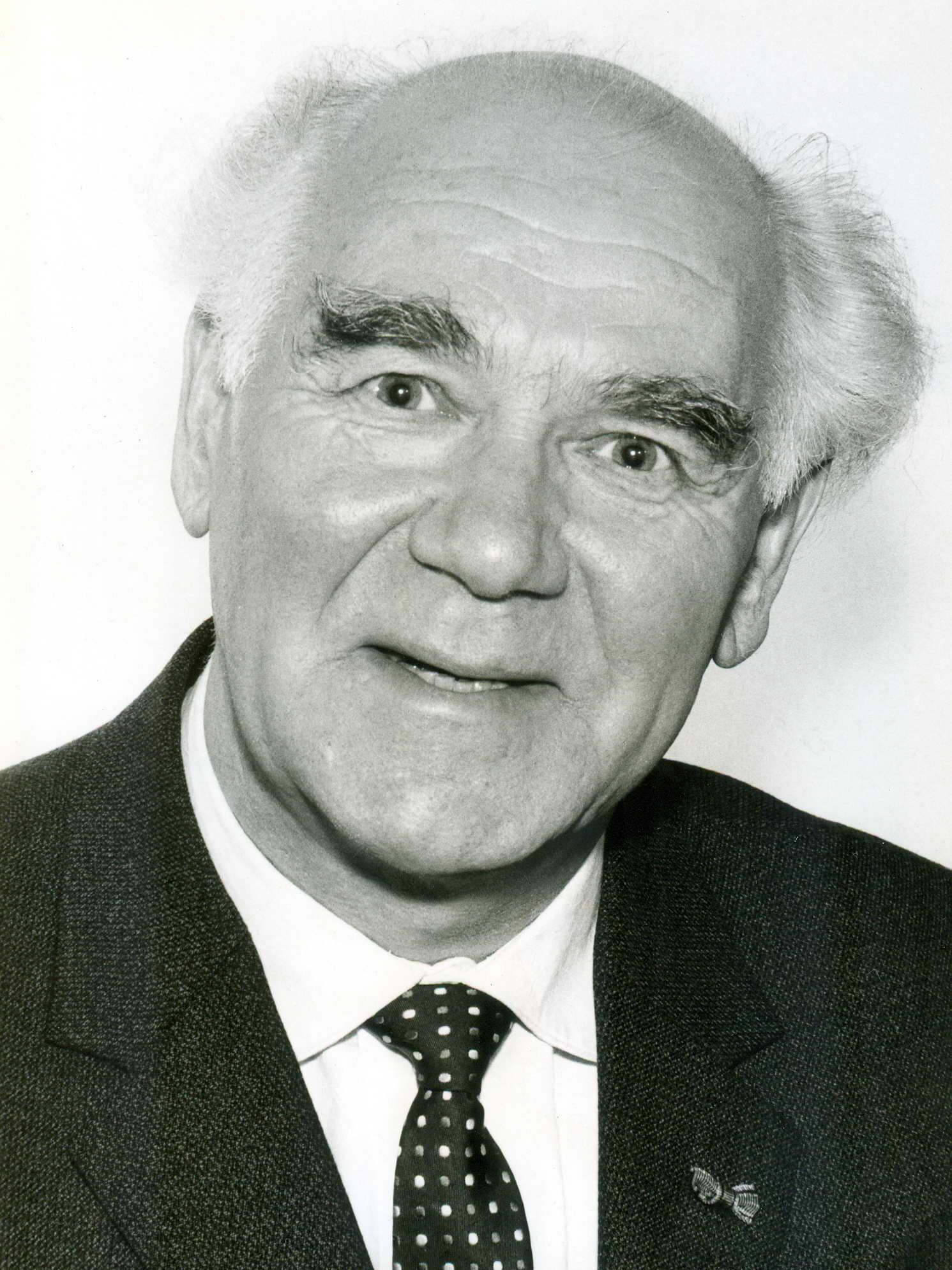
Josef Reichert (1960)

Jakob Josef „Bob“ Reichert (* 28. Januar 1901 in Beaumarais; † 9. Dezember 1973 in Saarbrücken) war ein deutscher Musiklehrer, Chorleiter und Rundfunkjournalist.

## Familie und Ausbildung

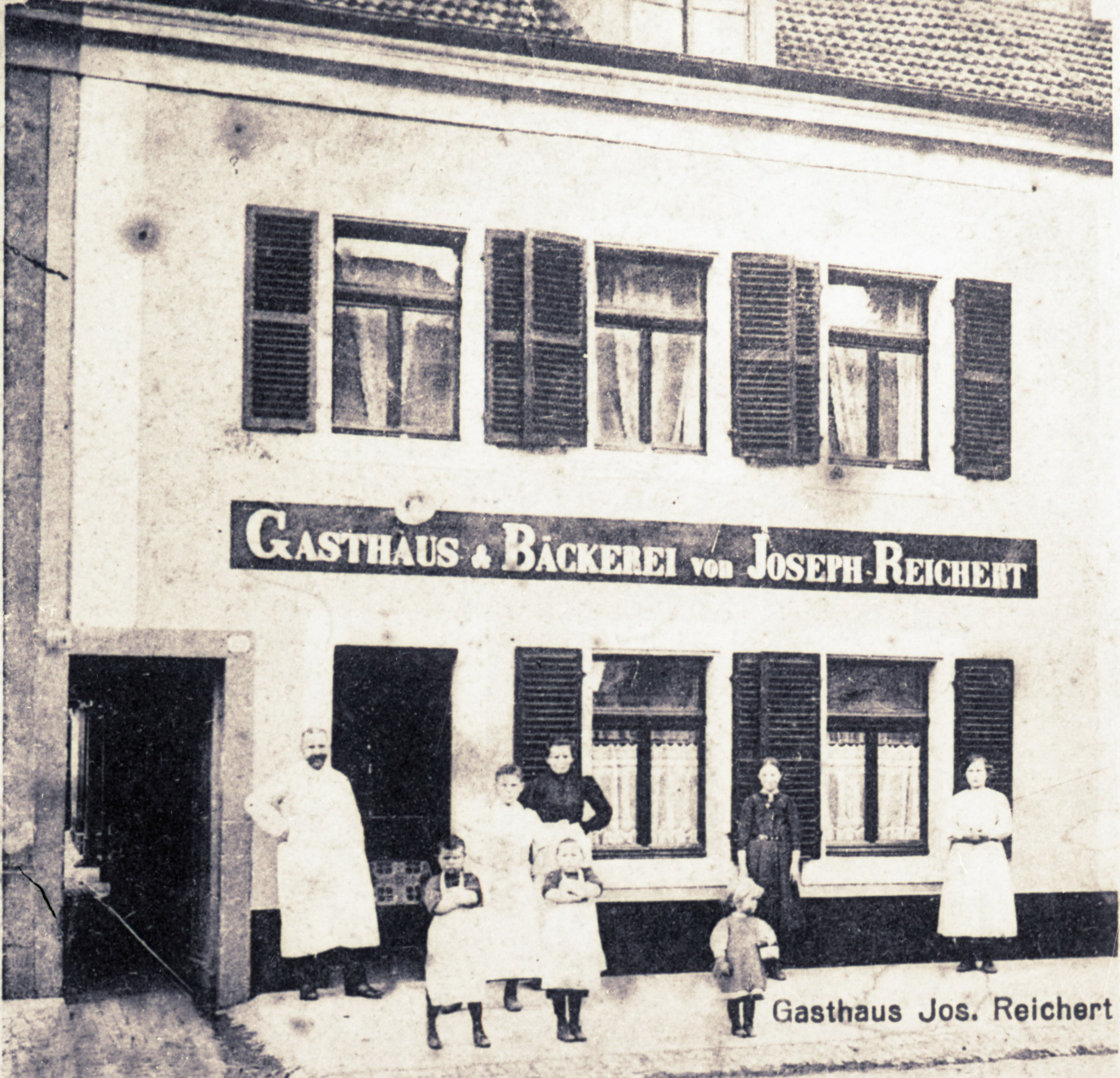
Väterlicher Betrieb und Geburtshaus in Beaumarais bei Saarlouis (Postkartenansicht, ca. 1912)

Josef Reichert wurde als ältester Sohn von fünf Kindern des Bäckerinnungsmeisters Johann Joseph Reichert (1878–1935) und seiner Frau Katharina, geb. Riga (1878–1943) aus Büren (heute Ortsteil von Rehlingen-Siersburg) geboren. Die Eltern führten in Beaumarais ein Bäckereigeschäft mit angegliederter Gastwirtschaft, das bereits sein Großvater († 1903) väterlicherseits begründet hatte. Josef besuchte die örtliche Volksschule und lernte im elterlichen Betrieb und in Hostenbach bei Wadgassen das Bäckerhandwerk. Sein früh entdecktes musikalisches Interesse wurde vom Elternhaus nach Kräften und Möglichkeiten gefördert. In dieser Zeit nahm er bereits Musikstunden bei einem Organisten und Geigenlehrer am Ort. Er schloss seine Bäckerlehre mit der Gesellenprüfung im Jahr 1918 ab und ging nach dem Krieg auf Wanderschaft im saarpfälzischen Raum. Seine späteren Musiklehrer waren Otto Weidner, Ludwig Zee, Wirthmann und die Pfirmann'sche Musikschule. Seine musikalische Begabung eröffnete ihm schließlich 1923 bis 1927 den Zugang zum Musiklehrerseminar am Konservatorium bei Eduard Bornschein in Saarbrücken, einem Vorgängerinstitut der heutigen Hochschule für Musik Saar. Er schloss als examinierter Musiklehrer ab. Im Jahre 1932 heiratete er Henrietta Anna Maria, geb. Albert (1912–1998) aus Wallerfangen. Aus der Ehe gingen drei Kinder hervor, Franz-Josef (1934–2012), Harald (* 1939) und Ingrid (1943–2013). Die Familie lebte in Wallerfangen und Saarbrücken, im Zuge der ersten Evakuierung der Roten Zone zeitweise in Frankfurt am Main und Würzburg. Hier hatte Josef Reichert zwischen 1939 und 1941 Gelegenheit, bei Hermann Zilcher an der Hochschule für Musik Würzburg Kompositions- und Musiklehre als Gasthörer zu belegen. Das Kriegsende erlebte er mit seiner Familie in der zweiten Evakuierung in Bütthard, danach in Saarlouis und zuletzt in Dillingen/Saar.
Josef Reichert verstarb während eines Klinikaufenthaltes in Saarbrücken, er wurde am 12. Dezember 1973 auf dem Friedhof in Dillingen beigesetzt. Begleitet war sein Abschied von Abordnungen des kulturellen Lebens aus drei Ländern, in welchen Reichert gewirkt hatte. Unter ihnen die Schriftstellerin Anise Koltz, der Komponist Josy Meisch und Léon Blasen vom Kulturministerium des Großherzogtum Luxemburg. Vom Saarländischen Rundfunk Chefredakteur Reintgen (in Vertretung des Intendanten Dr. Franz Mai), Programmdirektor Dr. Garber, Emil Lehnen, Direktor Werbefunk Saar, Personalratsvorsitzender Axel Buchholz. Frühere Kollegen des Senders, Wilhelm Heinrich Recktenwald und Dr. Heinz Freiberger, neben der Autorin Maria Croon. Die Lothringer Volksmusikgruppe „Petits chanteurs lorrains“ unter Leitung seines Weggefährten Auguste Rohr besorgte den musikalischen Rahmen. Besonders zahlreich erschienen Mitglieder sämtlicher Chöre, mit welchen Josef Reichert jemals zusammen gearbeitet hatte.

## Beruflicher Werdegang

### Frühe Jahre und Reichssender Saarbrücken

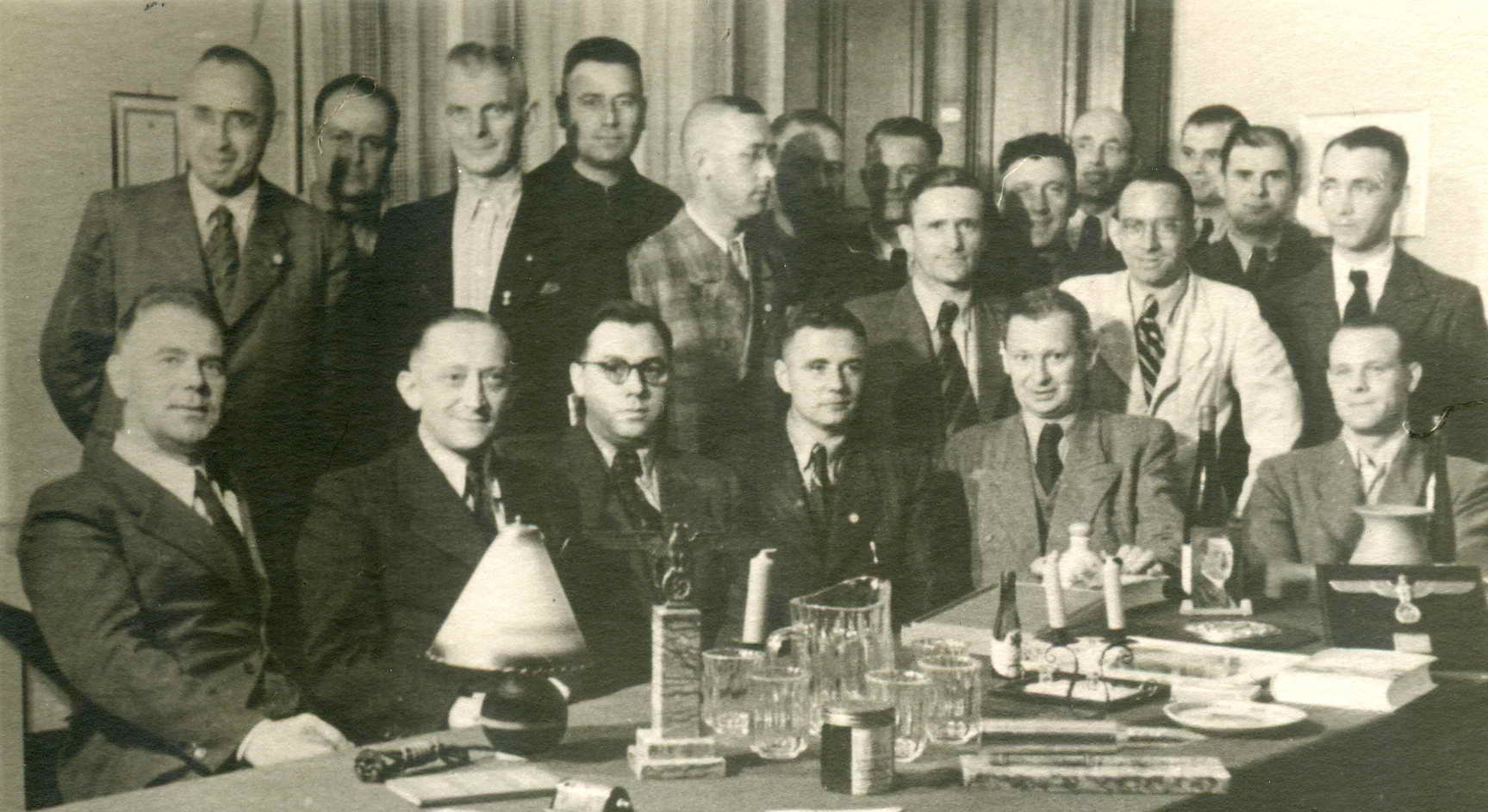
Die Belegschaft des Reichssenders Saarbrücken (1940). Vorne links im Bild J. Reichert

Josef Reichert betätigte sich zunächst als freiberuflicher Musikpädagoge für Violine und Klavier, Chorleiter und Kapellmeister im Landkreis Saarlouis. In dieser Zeit bot sich ihm ebenfalls die Möglichkeit zu einer freien Mitarbeit beim Saarländischen Rundfunk an, welcher sich seit 1929 im Aufbau befand. Reichert schrieb für die Abteilung „Kunst und Musik“ Sendemanuskripte mit Schwerpunkt volkstümlicher Musik, lieferte eigene Liedkompositionen und Bearbeitungen als Programmbeiträge für den Hörfunk, der wie zur damaligen Zeit üblich, ausschließlich Livesendungen produzierte. Während der Aufführung mit teils überregionaler Reichweite (so genannte Reichssendungen) oblag ihm die musikalische Programmkoordination, die Leitung der Chöre, Orchester und Solointerpreten. Sein Engagement führte ihn nach der Rückgliederung des Saargebietes an das Deutsche Reich 1935 in eine Festanstellung bei der nun „Reichssender Saarbrücken“ benannten Rundfunkanstalt unter Leitung Adolf Raskins, die mit der Reichs-Rundfunk-Gesellschaft „gleichgeschaltet“ war. Seit 1936 war er freier Mitarbeiter, ab dem 1. März 1938 wurde Reichert Leiter des Referates „Jugend- und Volksmusik“. Nachfolgend beteiligte er sich am Aufbau der so genannten „Bann-Spielschar Saarlautern“. Diese bestand aus Kinderchören und gemischten Chören, einem Jugendorchester und wechselnden Solisten.
Reichert übernahm die künstlerische Leitung und war damit für die Programmarbeit verantwortlich, welche die „praktische und sendereife Gestaltung in musikalischer und dichterischer Hinsicht“ zu erfüllen hatte. Zu seiner Tätigkeit zählten auch Reportagen und Moderationen über kulturelle Ereignisse im Saargebiet und dem angrenzenden Lothringen. In dieser Zeit entwickelte sich eine Freundschaft zum Wadgasser Heimatdichter Johannes Kirschweng, die sein Werk entscheidend prägte. Über die Zusammenarbeit mit Chören und Volksmusikgruppen aus Lothringen übte der Volkskundler und Liedersammler Louis Pinck ebenfalls starken Einfluss auf Reicherts Tätigkeit aus. An die 40 bis 50 Bearbeitungen der (in der überlieferten Originalversion meist nur einstimmig gesetzten) Pinck'schen „Verklingenden Weisen“ und anderen Volksliedern entstanden durch Reichert für den Sender.

### Zweiter Weltkrieg
Am 1. Mai 1942 wurde Josef Reichert zur Wehrmacht einberufen. Er war als Kriegsberichterstatter und musikalischer Leiter am deutschen Soldatensender Rovaniemi im finnischen Lappland eingesetzt. Für eine Mitgliedschaft in Partei oder den Organisationen der NSDAP finden sich in der Zentralkartei keine Belege. Durch Bombenschäden und Verschleppung seiner Habe verlor er über den Krieg und in der nachfolgenden Besatzungszeit seine Fachbibliothek sowie sämtliche Aufzeichnungen und Noten. 

### Radio Saarbrücken und Saarländischer Rundfunk

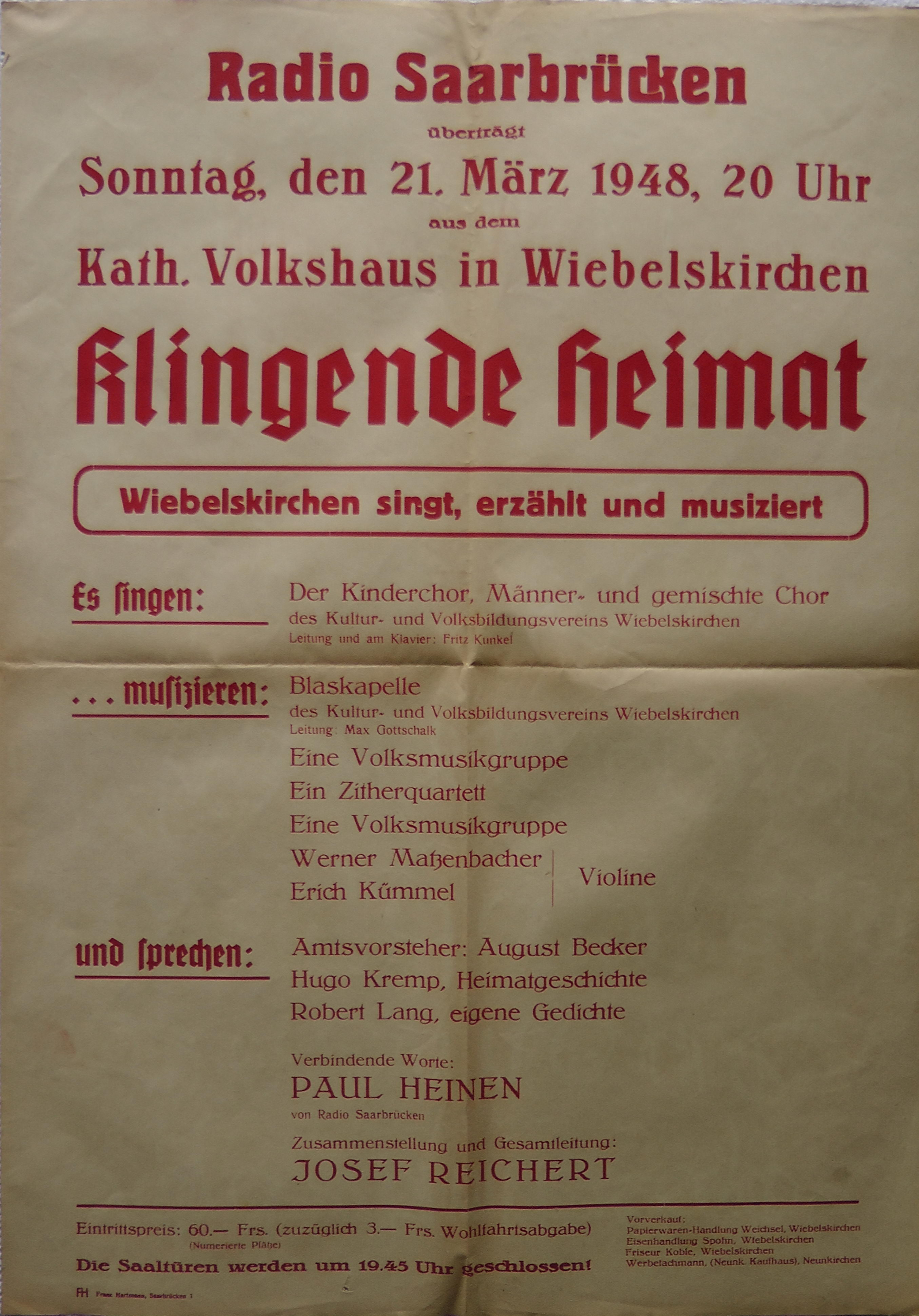
Zeitgenössisches Veranstaltungsplakat von „Radio Saarbrücken“ (1948)

Nach Kriegsende lag der Rundfunkbetrieb des ehemaligen Reichssenders vollständig am Boden. Schon seit dem Evakuierungsbefehl am 6. Dezember 1944 waren sämtliche Anlagen der Sendezentrale am Eichhornstaden demontiert, aus einem kleinen Studio im Dudweiler Rathaus wurde noch Notbetrieb gefahren, bis am 17. März 1945 amerikanische Jagdbomber die Funkanlagen in Heusweiler zerstörten. Die Siegermächte verfolgten zunächst den Plan, das Saargebiet zum französischen Staatsgebiet zu annektieren, es erhielt einen Sonderstatus in der französischen Besatzungszone. Die Militärregierung errichtete neben ihrer offiziellen Sendeanstalt in Baden-Baden auch die örtliche „radiodiffusion Sarrebruck“, welche die meisten ehemaligen Angehörigen des Reichssenders zunächst von der Mitarbeit ausschloss. Um seine Familie zu ernähren, schlug sich Reichert – der Kriegsgefangenschaft entgangen und aus der Evakuierung heimgekehrt – als Vertreter einer Saarlouiser Schuhfabrik durch und kehrte zeitweise auch in die Backstube seiner verstorbenen Eltern zurück, die sein Bruder Edmund weiter betrieb. Erst nachdem die französischen Eingliederungspläne final scheiterten und das Saarland erneut unter eine Protektoratsverwaltung kommen sollte, nahm „Radio Saarbrücken“ ab dem 17. März 1946 – zwei Wochen früher als Baden-Baden – seinen Sendebetrieb wieder auf, an welchem auch Reichert wieder gestalterisch mitwirken konnte. Im teilautonomen Saarland konstituierte sich die Sendeanstalt in der Saarbrücker „Wartburg“, einem requirierten Saalbau des Gemeindehauses der evangelischen Kirchengemeinde Saarbrücken-Sankt-Johann. Nach zunächst freier Mitarbeit trat Reichert zum 1. Januar 1951 in eine Festanstellung als Leiter der Abteilung „Chor- und Volksmusik, Heimat- und Kirchenfunk“. Er gründete in dieser Zeit den „Saarländischen Volksliederchor“, ebenfalls musikalisches Rückgrat seiner Arbeit für den Sender. In seinen Programmbeiträgen manifestierte sich ein starker heimatkundlicher Bezug, regelmäßig kamen Heimatforscher und volkstümliche Traditionsvereine zu Wort. Im Vordergrund stand ebenfalls die grenzüberschreitende Völkerverständigung in der Saar-Lor-Lux-Region. Reicherts Abteilung arbeitete nun auch der neu gegründeten Telesaar zu, mit seiner Sendereihe „Hüben und Drüben“ hatte er von 1954 bis 1958 ebenfalls Auftritte im ersten (privaten) Saarländischen Fernsehen.
Der Volksentscheid am 23. Oktober 1955 über das Zweite Saarstatut gliederte das Saarland als zehntes Bundesland in das Bundesgebiet der damaligen Bundesrepublik Deutschland ein. Aus „Radio Saarbrücken“ wurde zum 1. Mai 1959 die öffentlich-rechtliche ARD-Anstalt „Saarländischer Rundfunk (SR)“. Der Personalstamm wurde nahezu unverändert übernommen. Reicherts Arbeitsressort unterlag ab dieser Zeit einem stetigen Wandel. Auch der Kirchenfunk erfuhr unter den neuen politischen Vorzeichen eine vollständige Neustrukturierung, der Eigenanteil des Senders an Produktionen der Volksmusiksparte sank beständig, der regionale Horizont erweiterte sich nochmals beträchtlich. Am 4. September 1961 folgte der Umzug in das neue Funkhaus auf dem Halberg. Stand während seiner beruflichen Laufbahn für Josef Reichert lange Zeit das Musizieren im Vordergrund, so verlegte sich seine Tätigkeit nun zunehmend auf die Verwaltungsarbeit, welche eine Umstrukturierung der überkommenen Sendeformate in Richtung eines neuzeitlich orientierten, regionalen Kulturprogrammes zum Ziel hatte.
Im Januar 1966 wurde Josef Reichert in den Ruhestand verabschiedet. Sein Nachlass, der neben Noten und Manuskripte auch zahlreiche Entwürfe für Rundfunksendungen beinhaltet, ist im Landesarchiv Saarbrücken überliefert.

## Werke (Auswahl)

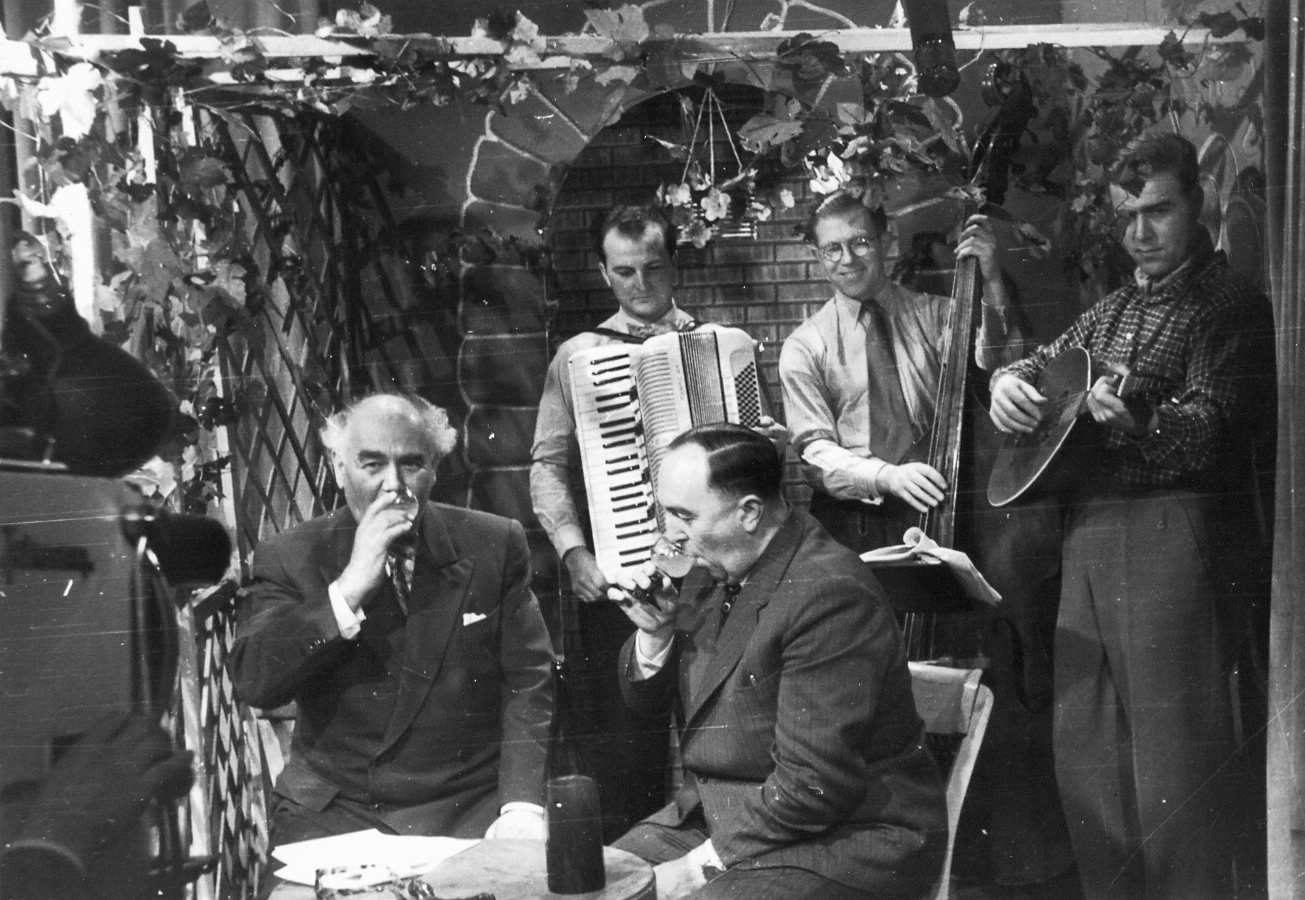
Das Kulturmagazin „Hüben und Drüben“ im Programm der saarländischen TELESAAR (um 1955) moderiert von J. Reichert

### Hörspiele/Hörbilder
| - „Die Silbermann-Orgeln“ - „Die Bilderschnitzer von Berus“ - „Bergblau“ - „Peter Cornelius in Wallerfangen“ - „Der junge Goethe im Elsass“ | - „Der Engel von Tholey“ - „Der Verlauf der Mosel“ - „Die Saar von den Quellen bis zur Mündung“ - „Das Idyll von Sessenheim“ |  |

### Sendereihen
| - „Städtebilder“ (vor 1945) - „Die Dreiländerecke“ - „Zur guten Nachbarschaft“ | - „Sitte und Brauch“ - „Singende, klingende Heimat“ - „Hüben und Drüben“ |  |

### Kompositionen
| - 1965: „Lass' dein Herze fröhlich singen“ – „Lob des Jahres“ (Kantate, bearbeitet von Gustav Kneip; Solisten: Sybille Fuchs, Karin von Cramer, Siegmund Nimsgern, Ingrid Reichert; Sinfonieorchester des SR, Saarländischer Volksliederchor, Düppenweiler Kinderchor; Aufnahmeleitung: Leo Clambour) |

### Filmmusik
| - „Das schöne Sankt Wendeler Land“ |

### Filme
| - „Sankt Oranna und ihr Land“ | - „Zum Erntedankfest 1960“ |  |

### Lyrik/Prosa
| - „Die Begegnung“ | - „Prolog zu einer Serenade im alten Palais zu Perl“ |  |

## Auszeichnungen
Für seine Bemühungen um die Deutsch-französischen Beziehungen wurde Reichert mit der Verdienstmedaille der Bundesrepublik Deutschland ausgezeichnet. Im Dreiländereck Deutschland–Frankreich–Luxemburg würdigte das Großherzogtum Luxemburg sein Engagement um die kulturelle Verständigung mit dem Ritterkreuz des Verdienstordens.

„Josef Reichert hat es verstanden, in der Einfachheit der volkstümlichen Beziehungen und Freundschaften zwischen den Singgruppen und Musikanten [etwas] zu schaffen, als es noch nicht ganz einfach war über die kürzliche Vergangenheit miteinander zu reden. Damit hat er der Versöhnung und der Verständigung einen grossen Dienst geleistet.“

Unzählbare Ehrbezeugungen brachten ihm die Gemeinden, Vereine und Chöre entgegen, die er durch seine Tätigkeit in den Fokus der Öffentlichkeit rückte. Den ursprünglich ihm zugedachten Louis-Pinck-Preis der Alfred Toepfer Stiftung F.V.S. nahm postum für ihn sein Sohn am 7. Dezember 1989 entgegen.